# Colchester (municipal county)
Colchester, Municipality of the County of Colchester – jednostka samorządowa (municipal county) w kanadyjskiej prowincji Nowa Szkocja powstała 17 kwietnia 1879 na bazie terenów hrabstwa Colchester. Według spisu powszechnego z 2016 obszar county municipality, składający się z trzech (A, B, C) części (będących jednostkami podziału statystycznego (census subdivision)) to: 3572,49 km² (A: 877,38 km², B: 1248,53 km², C: 1446,58 km²), a zamieszkiwało wówczas ten obszar 36 091 osób (A: 3459 os., B: 19 534 os., C: 13 098 os.).